# Neuville-sur-Escaut
Neuville-sur-Escaut – miejscowość i gmina we Francji, w regionie Hauts-de-France, w departamencie Nord.
Według danych na rok 1990 gminę zamieszkiwało 2995 osób, a gęstość zaludnienia wynosiła 632 osób/km² (wśród 1549 gmin regionu Nord-Pas-de-Calais Neuville-sur-Escaut plasuje się na 286. miejscu pod względem liczby ludności, natomiast pod względem powierzchni na miejscu 702.).